# Sibelle Hu
Sibelle Hu, eigentlich Hu Huizhong (chinesisch 胡慧中, Pinyin Hú Huìzhōng, W.-G. Hu Hui-chung, Jyutping Wu4 Wai6zung1; * 4. Mai 1958 in Taipeh, Republik China) ist eine taiwanische Schauspielerin und Sängerin, die in Filmen aus Hongkong und Taiwan mitspielte. Sie war in vielen Actionfilmen der 1980er- und 1990er-Jahre zu sehen. Nach über 60 Filmen zog sie sich aus dem Filmgeschäft zurück.

## Leben
Bis zum Jahr 1981 studierte Hu an der Fakultät der National Taiwan University Geschichte. Am Anfang ihrer Karriere war sie vor allem in romantischen Filmen zu sehen. Sie sollte eigentlich Kollegin Brigitte Lin in diesem Genre beerben. Ihr Debüt "Your smiling Face" hatte das größte Einspielergebnis eines taiwanesischen Films in Hong Kong.
Hus Karriere konzentrierte sich auf melodramatische und romantische Filme wie "I sing I cry", "A Flower in the Storm" und "The Coldest Winter in Peking" mit dem sie für den Golden Horse Award 1981 als beste Schauspielerin nominiert war.
Im Jahr 1985 war sie an der Seite von Jackie Chan und Sammo Hung in "Tokyo Powerman" zu sehen und blieb dem Genre des Actionfilms treu. Ab 1986 war Hu regelmäßig in Actionfilmen zu sehen, wo sie fast immer eine Polizistin spielte.
Während des Drehs des Films "Devil Hunters", 1989, wurde Hu bei einem explosiven Stunt ernsthaft verletzt und verbrannte sich schwer.
Hus Karriere verblasste in den späten 1990er-Jahren und sie verabschiedete sich komplett von der Leinwand. Kurz darauf heiratete sie Patrik Ho Chi-ping (何志平), Augenarzt, Politiker und Geschäftsmann. und hat seither in verschiedenen sozialen Funktionen mitgewirkt. Im Jahr 2000 bekamen sie zusammen eine Tochter, Audrey Ho Ka-chun.
Hu war als Vertreter der Provinz Jiangsu Mitglied der Politischen Konsultativkonferenz des chinesischen Volkes (PKKCV) gewesen und hatte einen Sitz bis 2023 bei der Versammlung des PKKCV.

## Filmografie (Auswahl)

### Darsteller
- 1979: Your Smiling Face (歡顏)
- 1979: All's Well That Does Well (尋夢的孩子)
- 1980: I Sing I Cry (我歌我泣)
- 1980: To You With Love (候鳥之愛)
- 1981: The Coldest Winter in Peking (皇天后土)
- 1981: The Call of Duty (熱血)
- 1981: The King of Gambler (賭王鬥千王)
- 1982: Funny People (頑皮鬼)
- 1982: A Flower in the Storm (飄零的雨中花)
- 1985: The Master Strikes Back (教頭發威)
- 1985: Tokyo Powerman (福星高照)
- 1985: Powerman 2 (夏日福星)
- 1986: Inspector Chocolate (神探朱古力)
- 1986: The Seventh Curse (原振俠與衛斯理)
- 1988: The Inspector Wears Skirts (霸王花)
- 1989: Devil Hunters (獵魔群英)
- 1989: The Inspector Wears Skirts II (神勇飛虎霸王花)
- 1990: Raid on Royal Casino Marine (The Inspector Wears Skirts III, 霸王花之皇家賭船)
- 1990: Sleazy Dizzy (小偷阿星)
- 1990: The Dragon Fighter (地頭龍)
- 1990: Ghost of the Fox (Way of Fox, 狐仙)
- 1991: Lethal Panther (Deadly China Dolls, 驚天龍虎豹)
- 1991: Bury Me High (衛斯理之霸王卸甲)
- 1991: The Queen of Gamble (表姐, 妳玩野!)
- 1991: Crystal Hunt (怒火威龍)
- 1991: Fatal Mission (曝光人物)
- 1991: The Holy Virgin Versus the Evil Dead (魔唇劫)
- 1991: Blood Sister (Dreaming of the Reality, 夢醒血未停)
- 1992: Hongkong Powerman (chinesisch 五福星撞鬼)
- 1992: Lethal Contact (龍貓燒鬚)
- 1992: China Heat (中華警花)
- 1993: Combat at Heaven Gate (決戰天門)
- 1993: The Sun Society (關東太陽會)
- 1993: Angel's Project (天使狂龍)
- 1993: Angel Terminators 2 (火種)
- 1993: The Legend of Fong Sai-Yuk (方世玉)
- 1993: Chongqing Tanpan (重慶談判)
- 1996: Tai Chi II (The Tai Chi Boxer, 太極拳)
- 2017: Never Too Late (愛情奴隸獸)
- 2018: A Beautiful Moment

Quelle: Hong Kong Movie Database, Douban Movie

### Drehbuchautor
- 2002: Life Show (生活秀)[11][12]

Quelle: Internet Movie Database

## Diskografie
- 1991: Luggage in the City (城市行囊)
- 1993: Looking Back (回眸)
- 1995: Olive Tree (橄榄树)